# 강장원
강장원(姜章沅, 1909년 ~ 1962년)은 대한민국의 판소리 명창이며, 전남 함평에서 태어났다. 어릴 때 한문 공부를 하다가 16세 때 김창환의 문하생으로 소리 공부를 시작했으며, 1930년에 서울로 올라와 명창 이동백에게서 판소리를 배웠고 1933년에 판소리 명창대회에 참가하여 《적벽가》의 〈삼고초려〉를 불러서 이름을 떨치기 시작하였다. 이후 조선성악연구회의 회원으로 일제강점기 창극 발전에 공헌하였다. 1939년 3월 29일과 30일에 부민관에서 개최된 이동백 은퇴공연 때 찬조 출연한 이후 만주 여행에 동참하여 활약하다가 광복을 맞았다. 1948년에 국극사에 입단한 후 창작된 창극 선화공주의 공연 때 도창을 받아서 창극활동을 하였으며, 한때 대한국악원에서 창극 분야의 책임을 맡았고 1949년에 구왕궁아악부 촉탁으로 창악을 담당하였다. 판소리 지도 및 후배양성에 힘쓰다가 1962년에 별세하였다. 그의 목소리는 아주 특출하지는 못했지만 저력 있는 수리성으로 가곡의 정대한 창법을 구사하였으며, 1950년대 임방울, 김연수와 함께 이름을 떨쳤다. 판소리 다섯마당에 능했는데, 특히 흥보가와 적벽가를 잘 불렀으며 그의 〈삼고초려〉는 다른 사람이 따라올 수 없었다. 그가 부른 단가 중에 죽장망혜, 중타령, 적성가, 운담풍경은 5선보로 채보되어 전해지고 있다.